# فورتفاغن
فورتفاغن (بالألمانية: Furtwangen im Schwarzwald) هي بلدة، مدينة وبلدة ألمانية تقع في ألمانيا في Regierungsbezirk Freiburg. يقدر عدد سكانها بـ 9,463 نسمة .

## المدن التوأمة
مدينة Hirschfelde هي مدينة توأمة لـفورت‌وانغن.

## أعلام
- هوغو إيبرهارت
- ألكسندر هير